# Abercrombie (Észak-Dakota)
Abercrombie város az USA Észak-Dakota államában, Richland megyében. Lakosainak száma 244 fő (2020. április 1.).

## Népesség
A település népességének változása:

| 2010 | 263 |
| 2020 | 244 |